# Real Football 2008
Real Football 2008 est un jeu de sport sorti sur Nintendo DS le 11 octobre 2007 en Europe.

## Accueil
| Site          | Note   |
| ------------- | ------ |
| Jeuxvideo.com | 12/20  |
| Jeuxvideo.fr  | 3/5    |
| Gamekult      | 4/10   |
| IGN           | 4,5/10 |